# Carl Johan Heise
Carl Johan Heise (30. marts 1787 i København—26. februar 1857) var en dansk præst og oversætter, søn af købmand Samuel Christian Heise og Karine Marie, født Holm, far til Arnold Heise.
Han blev dimitteret fra Borgerdydskolen i København 1801 og fik udmærkelse ved examen artium så vel som ved Anden Eksamen 1802; derefter studerede han teologi og tog sin embedseksamen med udmærkelse 1805 samt den homiletiske og kateketiske prøve 1815. Fra 1806-13 var han adjunkt ved den lærde skole i Helsingør; derefter ledede han fra 1815 som forstander og førstelærer skolelærerseminariet ved Brahetrolleborg, indtil det blev nedlagt 1826; 1828 blev han titulær professor; 1831 beskikkedes han til præst i Birkerød, hvor han blev til sin død. 13. februar 1832 ægtede han Caroline Dichman (født 17. december 1800), datter af professor Carl Frederik Dichman. I litteraturen har han gjort sig fortjent ved gode oversættelser af en stor del af Platos værker (8 dele, 1830-59).